# 建武式目
建武式目 （けんむしきもく）是古代日本在室町时代的北朝建武3年 (1336年，南朝延元元年)由足利尊氏颁布的武家政權法律，作为日后室町幕府的施政方針。建武式目是由法学者是圆（中原章賢）和真惠兄弟针对足利尊氏的咨询，以答问的形式书写的。建武式目与镰仓时代的御成敗式目并称为貞建式条 (貞建の式条)。

## 制定
1333年（元弘3年、正慶2年）镰仓幕府灭亡后，後醍醐天皇开始建武新政，但其排除包括足利尊氏在内的武家势力，引起武家的憤怒。之后足利尊氏發動延元之亂，在1336年的凑川之战中击败後醍醐天皇势力，进入京都。尊氏从后醍醐天皇手中获得了三神器，并拥立光明天皇，开启室町时代。
之后，尊氏以明法道（研究公家法的法学家）家系出身的中原氏兄弟是圆与真惠为核心成员，联合藤原藤范、玄惠等共8人，以问答的形式制定了建武式目。不过由于尊氏将政务交给了弟弟足利直義管理，因此有人指出制定式目是直義的意思。
与作为武家基本法的御成败式目不同，建武式目旨在展示武家政权的施政方针，被认为并非具有约束力的法令；同时建武式目并未涉及对御成败式目的修改或废除。由于建武式目在法令体系中的地位更接近于室町幕府施政方针的宣示，因此御成败式目仍然是武家社会实际运作的核心法典。

## 内容
建武式目由2部分组成：
- 在第一部分中，提出了这样的问题：“鎌倉如元可為柳营歟、可為他所否事”，即询问统治中心应该置于何地。作为回应，建武式目表示政府的成败并不取决于统治中心所在地，而是统治者的功绩，并藉此为足利尊氏打算将统治中心置于京都辩护。[1]

- 第二部分阐述足利尊氏的施政方針，该部分内容指出，政治的理想是解除万民之忧 ，具体的政策方针通过17条条文进行了阐明，[7][8]其中包括强调任命守護时应重视能力而非战功。此外，条文中有大量涉及德政令（日语：徳政令）[9]的相关法令，并对南北朝时代社会中盛行的“婆娑羅”[10]风潮作出了明确禁止。

建武式目美化了镰仓幕府在得宗专制之前，執權北條義時和北條泰時执政时期的施政，并表明足利氏是其合法的继承者。

## 影响
建武式目颁布之后，室町幕府又陆续颁布法规，这些追加的法规被称为“建武以来追加” ，然而，这一称呼的含义是指建武年间以来颁布的“御成败式目”的追加条款。换言之，“建武以来追加”更多地被理解为御成败式目的补充法令，而不是与建武式目的补充法令。另外，建武式目与镰仓幕府的御成败式目一起，影响了战国时代各戰國大名制定的分國法。

## 外部连接
- . www.bilibili.com. 2023-02-28  [2024-12-16]. （原始内容存档于2024-12-16）. - 建武式目汉文原文